# Tractat de Nymphenburg
El Tractat de Nymphenburg va ser un tractat entre Baviera i Espanya que es va concloure el 28 de maig de 1741 al Palau de Nymphenburg a Munic. Va ser el primer pacte formal d'una sèrie d'aliances patrocinades pels francesos contra la monarca dels Habsburg, Maria Teresa. Mitjançant l'acord, l'elector bavarès Carles Albert va obtenir el suport del rei Felip V d'Espanya per convertir-se en el proper emperador del Sacre Germànic contra les reivindicacions dels Habsburg. El tractat va ser negociat pel mariscal de Belleisle sota l'autoritat de Lluís XV de França. Com a part de les negociacions, els francesos van acceptar recolzar materialment les afirmacions de Charles Albert. El tractat va assenyalar l'expansió de la Primera Guerra de Silèsia, que va començar com una guerra local entre Prússia i la Monarquia dels Habsburg, a la Guerra de Successió austríaca, un conflicte paneuropeu.

## História
El principal esdeveniment que va conduir a aquest tractat va ser la mort del monarca dels Habsburg i l'emperador del Sacre Germànic, Carles VI l'octubre de 1740. Carles VI va morir sense fill, per la qual cosa la successió va recaure en la seva filla Maria Teresa. La monarquia dels Habsburg havia estat sotmesa a la llei sàlica que excloïa les dones d'heretar el tron dels Habsburg, però la sanció pragmàtica de 1713, a la qual van acceptar la majoria de les principals corts europees, va permetre que una filla de l'emperador succeís al tron. A partir de la Pragmàtica Sanció, la Maria Teresa va assumir el tron.
El desembre de 1740, Frederic II va aprofitar la mort de Carles VI i l'estatus incert de la Maria Teresa com una oportunitat per envair i adquirir la província de Silèsia de la monarquia dels Habsburg per a Prússia. Això va iniciar la Primera Guerra de Silèsia entre Frederic II de Prússia i Maria Teresa de la Monarquia dels Habsburg. El 10 d'abril de 1741, l'exèrcit prussià va derrotar les forces dels Habsburg a la batalla de Mollwitz, la qual cosa va permetre a Frederic mantenir el control de Silèsia i va mostrar la debilitat militar dels exèrcits de Maria Teresa. Això, al seu torn, va animar altres tribunals a aprofitar l'aparent vulnerabilitat de la monarquia dels Habsburg per expandir els seus propis territoris a costa dels Habsburg.

## Negociacions
Dos mesos després de la victòria de Frederic a Mollwitz, el mariscal Belleisle, que va servir sota l'autoritat de Lluís XV de França, va començar un circuit de les corts del Sacre Imperi Romanogermànic per trobar aliats en una guerra contra la Monarquia dels Habsburg. El maig de 1741, Bellisle va anar a Munic per negociar amb l'elector de Baviera, Charles Albert, que desitjava ser coronat com a emperador del Sacre Germànic en lloc d'hereu dels Habsburg austríacs. Quan va arribar Bellisle, Carles Albert ja estava reunint-se amb representants del rei Felip V d'Espanya pel que fa a una aliança militar contra la Monarquia dels Habsburg, ja que en Felip buscava una oportunitat per crear un ducat per al seu fill Don Felip a partir de l'italià de la Monarquia dels Habsburg. territoris. Bellisle va portar ràpidament a una conclusió exitosa les negociacions entre Baviera, Espanya i França. Va negociar un tractat entre Baviera i Espanya, que es va signar el 28 de maig de 1741 al Palau de Nymphenburg. En aquest tractat, Espanya va donar suport a la pretensió de Carles Albert de convertir-se en el proper emperador del Sacre Germànic. A més, Bellisle també va comprometre França a una aliança amb Baviera, donant suport financer i militar a la reclamació de Charles Albert. Charles Albert va afirmar més tard el seu compromís personal amb aquests acords afirmant: "Mai em separaré dels meus amics i mai conclouré la pau sense el seu coneixement i aprovació". Tot i que posteriorment els francesos van proporcionar diners i soldats per donar suport a Carles Albert contra la monarquia dels Habsburg, encara no hi ha proves fiables que existís un tractat formal escrit entre França i Baviera.

## Lliga de Nymphenburg
Després de les negociacions a Nymphenburg, el mariscal Belleisle va continuar ampliant l'aliança contra la monarquia dels Habsburg reclutant altres corts centreeuropees. França va signar un tractat amb Frederic II de Prússia el juny de 1741, i un altre amb Frederic August II de Saxònia el setembre següent. Carles Emmanuel III de Savoia-Sardenya també es va unir a l'aliança. Aquesta aliança anti-Habsburg de França, Espanya, Baviera, Prússia, Saxònia i Savoia-Sardenya va ser coneguda com la Lliga de Nymphenburg. Pel seu paper en l'aliança, a cadascun dels participants se'ls va prometre porcions de les terres dels Habsburg. Aquesta coalició va negar efectivament la sanció pragmàtica a través del seu acord per dividir entre ells bona part de les terres dels Habsburg. Com a resultat, la Primera Guerra de Silèsia es va eixamplar en un conflicte a tot el continent, la Guerra de Successió austríaca, ja que Maria Teresa va defensar la monarquia dels Habsburg contra el conjunt de corts europees que formaven la Lliga.